# Euopius inaequalis
Euopius inaequalis är en stekelart som först beskrevs av Fischer 1967.  Euopius inaequalis ingår i släktet Euopius och familjen bracksteklar. Inga underarter finns listade i Catalogue of Life.